# Distretto di Esa'ala
Il distretto di Esa'ala (in inglese Esa'ala District) è un distretto della Papua Nuova Guinea appartenente alla provincia della Baia di Milne. Ha una superficie di 2.322 km² e 45.000 abitanti (stima nel 2000).